# 히라노 카츠유키
히라노 카츠유키(일본어: 平野 勝之: 1964년 - )는 일본의 영화감독, AV감독, 만화가다. 시즈오카현 하마마쓰시 출신.
아마추어 시절부터 8mm 중심의 영상작품을 계속 찍어서 피아 영화제 단골 감독이었다. 마지막 8 mm 작품 『뇌어』(雷魚)를 제작한 뒤 상경했으나 되는 일이 없어 끼니조차 잇지 못하는 나날을 보냈다. 편의점 삼각김밥을 훔쳐서 연명한 적도 있다. 만화가로 활동하던 시기도 있어 작품짐 『게발트 인어』(ゲバルト人魚)가 양천사에서 간행되고 있다.
독립영화 시절의 친구 코사카이 토루의 주선으로, AV 제작회사 “시네마유닛 가스”에서 첫 AV 작품 『유미카의 발정기』를 감독했다. 촬영 종료 후에는 걸작을 만들었다고 생각했는데, 편집하다 보니 끔찍한 작품을 만들었다고 낙담했고, “이대로는 (AV를) 그만둘 수 없다!”며 정식으로 가스에 입사해서 사원감독이 되었다. 이후 『水戸拷悶』, 『더 터부』 등 다큐멘터리 AV를 많이 감독했다. 2004년 가스를 퇴사하고 프리랜서가 되었다. AV 『두근두근 불륜여행』 시리즈를 재편집해 극장 개봉해서 좋은 평가를 받으면서 영화감독으로서 인지도를 높였다.
2005년 사망한 AV배우 하야시 유미카와 불륜관계에 있었다. 2011년, 유미카의 죽음과 자신을 소재로 한 영화 『감독실격』을 제작해 동년 9월 개봉했다. 이 작품은 애니메이션 감독 안노 히데아키의 첫 실사영화 프로듀스작이었다.